# Appenzeller Pantli

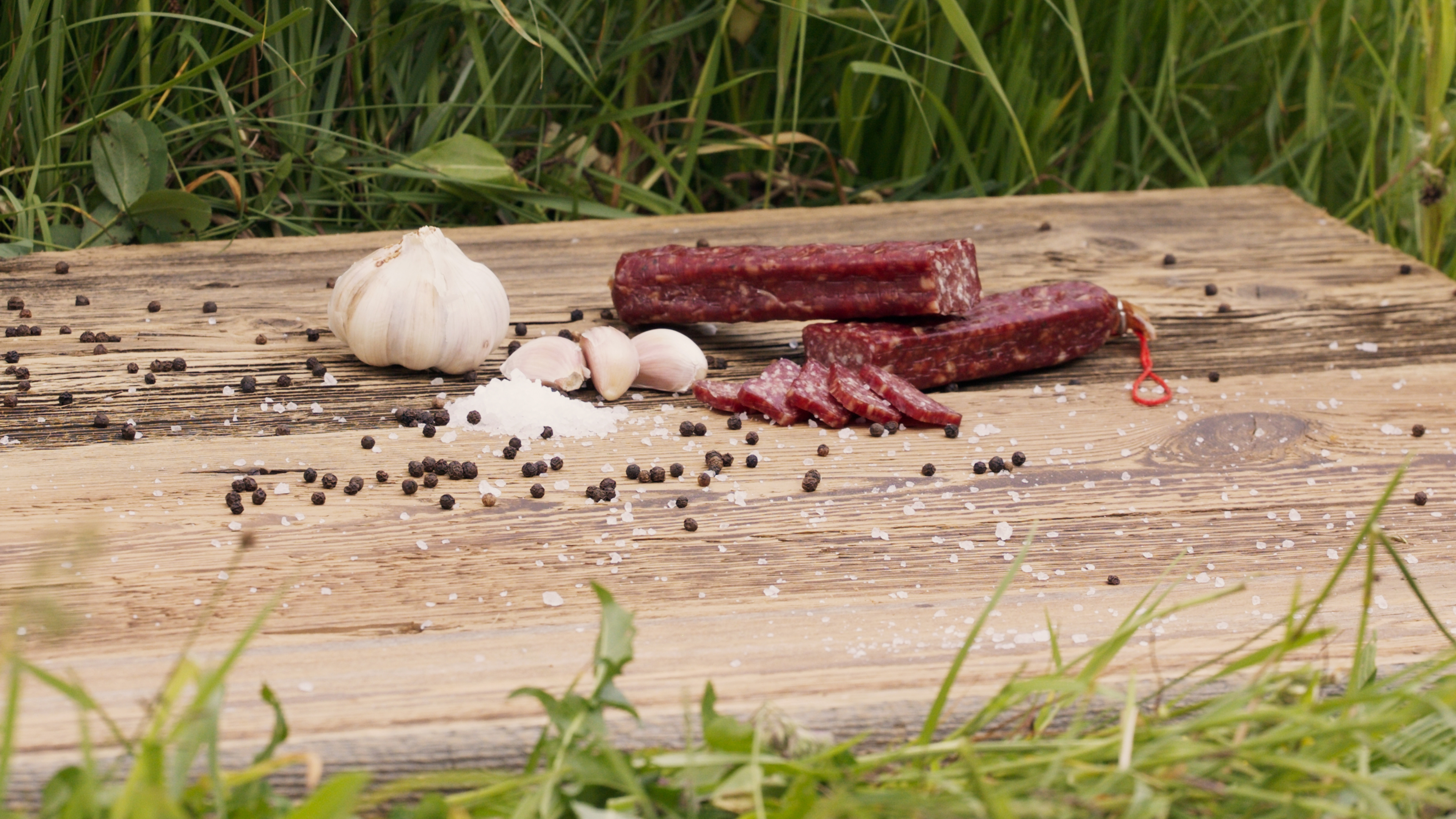
Appenzeller Pantli

Der Appenzeller Pantli ist eine regionale Rohwurstspezialität aus dem Appenzellerland, geeignet zum Rohverzehr.
Die vierkantige Dauerwurst ist dem Landjäger ähnlich, wird aus überwiegend feingekörnten Rind- und Jungrind- bzw. Kalbfleisch (mit Schweinefleisch- und Schweinespeckzugabe) hergestellt, in Natur- oder auch Kunstdärme gepresst und anschliessend in einem Presskasten aufgeschichtet, dem sie die charakteristische vierkantige Form verdankt. Während der dreitägigen Presszeit in 14 °C muss der Pantli luftdicht eingeschlossen sein, damit der Umrötungsprozess gelingt. Bei Luftzutritt würden die Würste grau statt rot, sie wären dann zwar nach wie vor essbar, jedoch wegen ihres äusseren Erscheinungsbildes kaum noch verkäuflich. 
Nach der Umrötung wird der Pantli eine Nacht lang im Kaltrauch geräuchert. Zum Räuchern wird traditionell das Sägemehl von harzhaltigen Appenzeller Tannenholz verwendet. Einige Metzger räuchern ihre Pantli nicht, sondern sie lassen diese Würste in der Luft trocknen und reifen.
Neben dem kantigen äusseren Erscheinungsbild ist der Knoblauchgeschmack für den Pantli prägend.
Die jährliche Herstellungsmenge beträgt etwa 50'000 kg.
Der Appenzeller Pantli wurde am 25. Januar 2018 vom Bundesamt für Landwirtschaft ins Verzeichnis der Schweizer Produkte mit geschützter geografischer Herkunft aufgenommen. Er darf seither das Markenzeichen IGP (Indication géographique protegée) tragen, wenn seine Hersteller die strengen Anforderungen des Pflichtenhefts erfüllen.